# Роналд Девор
Роналд Алвин Девор (на английски: Ronald Alvin DeVore) е американски математик и университетски преподавател. Той е професор „Валтер Е. Кос“ в Тексаския университет, член на Американската академия на изкуствата и науките и на Националната академия на науките на САЩ, почетен член на Американското математическо общество. От 2007 г. е чуждестранен член на Българската академия на науките.

## Биография
Роналд Девор е роден на 14 май 1941 г. в Детройт. Получава бакалавърската си степен от Източния мичигански университет през 1946 г. и докторска степен по математика в Охайския държавен университет през 1967 под научното ръководство на Ранко Боянич. От 1968 до 1977 г. работи в Оукландския университет. През 1977 г. е избран за професор в Университета на Южна Каролина, където преподава до 2005 година. От 1999 до 2005 г. заема и поста директор на основания от него Индустриален математически институт. През 2005 г. се пенсионира от Университета на Южна Каролина.
Гост-преподавател е в много университети в Щатите и по света, в това число Охайски държавен университет (1967–1968), Университета на Албърта (1971–1972), Университета в Ерланген-Нюрнберг (1975–1976), Бонския университет (1977, 1978, 1979), Тексаския университет (1983), Пизанския университет (1984), Университета в Уискънсин (1983–1984, 1985, 1991), Университета „Пърдю“ (1990), Университета Париж VI (1996, 2000, 2002, 2004, 2005), Принстънския университет (1997–1998), Аахенския университет (2002), Мерилендския университет (2004–2005), Университета „Райс“ (2005–2006), Института „Курант“ към Нюйоркския университет (2006–2007), Fondation Sciences Mathématiques de Paris (2009–2010).
Научните интереси на Девор са в различни области на приложната математика като числени методи, частни диференциални уравнения, алгоритми за машинно обучение, апроксимация на функции, уейвлет преобразувания, статистика.

## Награди и признания
Девор е носител на множество отличия, включително стипендия на Фондация „Александър фон Хумболт“ (1975–1976), награда за най-добра статия на Journal of Complexity Outstanding Paper Award (2000), българския Златен медал за наука (2001), Хумболтова награда (2002), ICS Hot Paper Award (2003), доктор хонорис кауза на Аахенския университет (2004), и SPIE Wavelet Pioneer Award (2007). През 2006 година е пленарен докладчик на Международния конгрес на математиците.
През 2001 година става член на Американската академия на изкуствата и науките, а през 2007 година е избран за чуждестранен член на Българската академия на науките. През 2012 става почетен член на Американското математическо общество. От 2000 до 2002 година е председател на Обществото „Основи на изчислителната математика“, а през 2017 година е избран за член на Националната академия на науките на САЩ.